# Dieter Timmermann

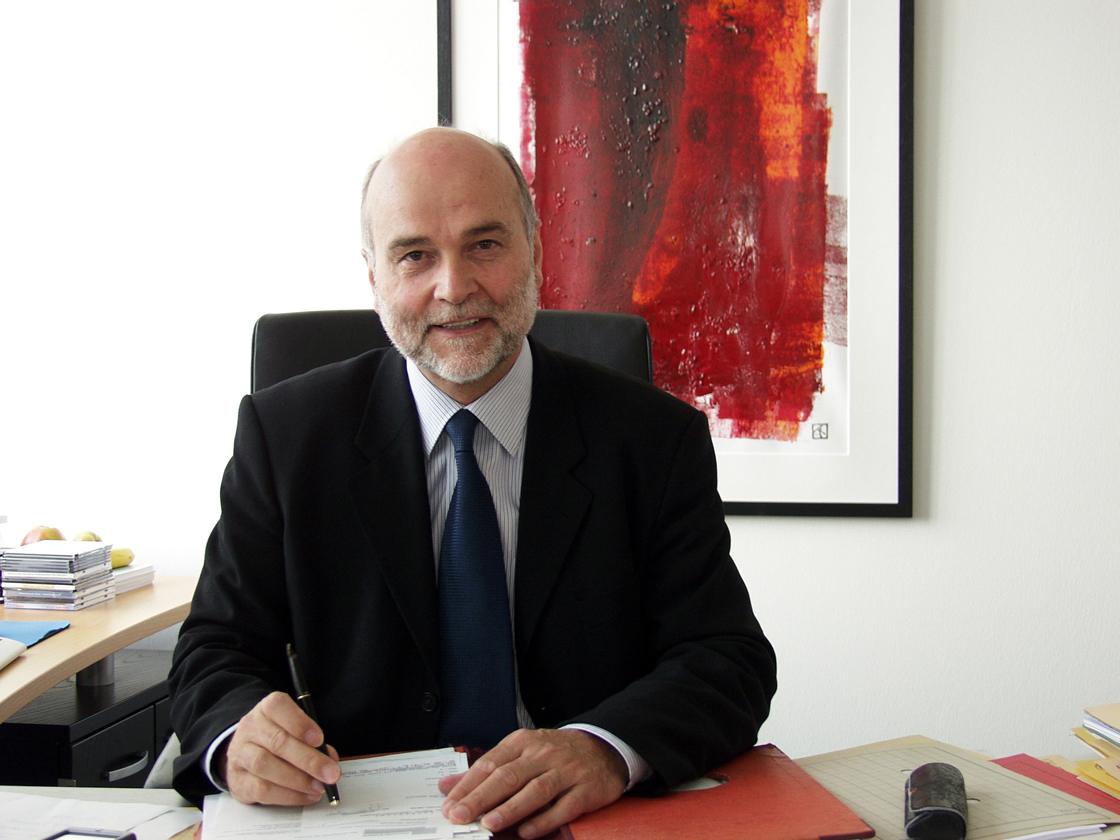
Dieter Timmermann, 2004

Dieter Timmermann (* 16. Juli 1943 in Friedrichsdorf, Kreis Stargard/Mecklenburg) ist ein deutscher Bildungsökonom, Bildungsplaner und ehemaliger Rektor der Universität Bielefeld. Von 2012 bis 2017 war er Präsident des Deutschen Studentenwerkes.

## Leben
Dieter Timmermann besuchte die Volksschule in Emden, das Ulrich-Gymnasium von Norden (Ostfriesland) und das neusprachliche Friedrich-Ebert-Gymnasium in Bonn, an dem er 1962 sein Abitur ablegte. Es folgte ein Studium der Volkswirtschaftslehre an der Rheinischen Friedrich-Wilhelms-Universität in Bonn, das Timmermann im April 1968 als Diplom-Volkswirt abschloss. Von 1968 bis 1974 war er als wissenschaftlicher Assistent an der Technischen Universität Berlin tätig; dort promovierte Timmermann zum Dr. rer. pol. Im April 1974 wurde er wissenschaftlicher Assistent an der Universität Bielefeld. 1977 erhielt er ein einjähriges Forschungsstipendium vom Deutschen Akademischen Austauschdienst für die USA, das er am Department of Economics und an der School of Economics der Stanford University wahrnahm. Mit seiner Arbeit über Prosperity and Depression of Higher Education: Some Theoretical and Empirical Considerations with Respect to the US habilitierte sich Dieter Timmermann im Jahre 1979 und erhielt die venia legendi für Bildungsökonomie und Bildungsplanung. 1979 wurde er zum Dozenten, 1982 zum Professor für das Fachgebiet Bildungsplanung und Bildungsökonomie an der Universität Bielefeld ernannt. Timmermann war von 1996 bis 2001 Prorektor für Lehre, studentische Angelegenheiten und Weiterbildung und seit 2001 Rektor der Universität Bielefeld. Nach einer Wiederwahl im Juli 2004 folgte ihm im Oktober 2009 Gerhard Sagerer im Amt des Rektors.
Dieter Timmermann ist verheiratet und hat zwei Kinder.

## Wirken
Dieter Timmermann ist Herausgeber der Beiträge zur Bildungsplanung und Bildungsökonomie (in Frankfurt, New York, Bern und Paris), Mitherausgeber der Schriftenreihe Mehrwert in Bremen und der Bielefelder Reihe Wissenschaft-Praxis-Dialog Berufliche Bildung. Er ist Mitglied im Verein für Socialpolitik und in der Deutschen Gesellschaft für Erziehungswissenschaft.
Timmermanns Arbeitsschwerpunkte sind u. a. Bildung und Beschäftigung, Effizienz im Bildungswesen, Steuerungsprobleme des Bildungswesens und im Bildungssystem und Schulentwicklungsplanung.
Dieter Timmermann war von 2001 bis 2004 Vorsitzender der von der Bundesregierung geförderten Expertenkommission Finanzierung lebenslangen Lernens und für die OECD, GTZ und diverse Ministerien beratend tätig.
In seine Amtszeit fielen die Umstellung der Studiengänge auf die aufeinander folgenden Bachelor- und Masterabschlüsse (siehe: Bologna-Prozess) und die – auch an der Universität Bielefeld – mit Protesten verbundene Einführung der Studienbeiträge zum Wintersemester 2007/08.
Darüber hinaus war in der zweiten Amtszeit Timmermanns die Universität Bielefeld im Oktober 2007 mit zwei Projekten bei der Exzellenzinitiative und im Oktober 2009 im Förderprogramm Exzellenzinitiative für die Lehre erfolgreich.
Von Anfang 2012 bis Ende 2017 war Timmermann Präsident des Deutschen Studentenwerkes. Seit 2016 ist Timmermann zudem Vorsitzender des Universitätsrates der Otto-Friedrich-Universität Bamberg.